# Final Fantasy IV
Final Fantasy IV, còn được gọi là Final Fantasy II trong bản phát hành đầu tiên ở Bắc Mỹ, là một trò chơi điện tử nhập vai do Square (nay là Square Enix) phát triển và xuất bản cho hệ máy trò chơi điện tử Super Nintendo Entertainment System. Game phát hành vào năm 1991, đây là phần chính thứ tư của loạt trò chơi Final Fantasy. Cốt truyện của trò chơi chủ yếu xoay quanh nhân vật Cecil Harvey, một kỵ sĩ bóng đêm. Trong suốt câu chuyện, anh đã cố gắng ngăn chặn âm mưu đen tối của hắc phù thủy Golbez, kẻ muốn chiếm đoạt những viên Tinh thể quyền năng và hủy diệt cả thế giới. Và cũng trong suốt hành trình đó, những đồng đội sát cánh cùng anh cũng thay đổi liên tục. Final Fantasy IV đã giới thiệu những thay đổi mới đã trở thành yếu tố quan trọng của loạt trò chơi Final Fantasy và các trò chơi nhập vai nói chung. Hệ thống "Active Time Battle" của trò chơi đã được sử dụng trong năm trò chơi Final Fantasy tiếp theo và không giống như các trò chơi trước đó trong loạt, phần IV cung cấp cho mỗi nhân vật một lớp nhân vật không thể thay đổi của riêng họ.
Final Fantasy IV đã được chuyển đổi sang nhiều nền tảng với những khác biệt khác nhau. Một phiên bản làm lại cải tiến, còn được gọi là Final Fantasy IV Remake, với đồ họa 3D đã được phát hành cho hệ máy Nintendo DS vào năm 2007 và 2008. Trò chơi được đặt tên lại là Final Fantasy II trong lần phát hành đầu tiên ngoài Nhật Bản vì Final Fantasy II và Final Fantasy III gốc chưa được phát hành ngoài Nhật Bản vào thời điểm đó. Tất cả các bản bản địa hóa sau này xuất hiện sau Final Fantasy VII (được phát hành trên toàn thế giới với tên gọi đó) đều sử dụng tên gốc.
Các phiên bản khác nhau của trò chơi đã bán được hơn bốn triệu bản trên toàn thế giới. Phần tiếp theo, Final Fantasy IV: The After Years, được phát hành cho điện thoại di động Nhật Bản vào năm 2008 và trên toàn thế giới thông qua cửa hàng trực tuyến Wii Shop Channel vào ngày 1 tháng 6 năm 2009. Vào năm 2011, cả Final Fantasy IV và The After Years đều được phát hành cho hệ máy PlayStation Portable như một phần của Final Fantasy IV: The Complete Collection, nó cũng tích hợp một trò chơi mới Final Fantasy IV: Interlude lấy mốc thời gian giữa hai phần. Các phiên bản làm lại của Nintendo DS đã được phát hành cho iOS vào năm 2012, cho Android vào năm 2013 và cho Windows vào năm 2014.

## Lối chơi

Một cảnh chiến đấu trong phiên bản Super NES của trò chơi: cả nhóm giao chiến với Rồng Xanh trên Mặt trăng

Trong Final Fantasy IV, người chơi điều khiển một nhóm tối đa năm nhân vật và hoàn thành các nhiệm vụ để có thể tiếp tục câu chuyện. Các nhân vật có thể di chuyển và tương tác với những nhân vật không chơi được khác và kẻ thù trên bản đồ thực địa, có thể đại diện cho nhiều bối cảnh khác nhau, chẳng hạn như tòa tháp, hang động và rừng. Việc du hành giữa các khu vực được biểu thị trên bản đồ thế giới (world map). Người chơi có thể dừng chân ở các thị trấn để hồi phục sức khỏe nhân vật, mua trang bị và truy tìm manh mối về điểm đến tiếp theo của họ. Người chơi đồng thời cũng phải chiến đấu với quái vật trong các cuộc đụng độ ngẫu nhiên trên bản đồ thế giới và trong các dungeon. Trong trận chiến, người chơi ra lệnh cho nhân vật thực hiện hành động bằng các tùy chọn chiến đấu, sử dụng phép thuật hoặc một vật phẩm, rút lui, thay đổi vị trí nhân vật, phòng thủ hoặc tạm dừng trò chơi. Một số nhân vật có khả năng đặc biệt. Final Fantasy IV là trò chơi đầu tiên và duy nhất trong loạt trò chơi cho phép người chơi điều khiển tối đa năm nhân vật cùng lúc trong một nhóm, các trò chơi trước đó chỉ cho phép người chơi điều khiển tối đa bốn nhân vật.
Nhân vật điều khiển được và quái vật đều có chỉ số gọi là điểm sức khỏe (HP), thanh điểm sức khỏe của nhân vật được biểu thị bên dưới màn hình chiến đấu chính. Các đòn tấn công sẽ làm giảm lượng điểm sức khỏe của nhân vật (hoặc quái vật) cho tới khi họ (hoặc chúng) không còn điểm sức khỏe, lúc đó các nhân vật sẽ bất tỉnh hoặc quái vật sẽ chết. Nếu tất cả các nhân vật bị hết điểm sức khỏe, trò chơi kết thúc. Tuy nhiên, trò chơi vẫn có thể được khôi phục lại từ một tập tin trò chơi đã lưu. Người chơi có thể hồi phục điểm sức khỏe của các nhân vật bằng cách cho họ ngủ trong quán trọ hoặc sử dụng các vật phẩm trong kho chứa đồ của nhóm, chẳng hạn như bình thuốc hoặc cũng có thể sử dụng phép thuật chữa thương của một số nhân vật. Trang bị (chẳng hạn như kiếm và áo giáp) có thể mua ở thị trấn hoặc tìm thấy trong các hòm kho báu ở các dungeon. Chúng được sử dụng để tăng lượng sát thương gây ra lên quái vật hoặc giảm thiểu sát thương nhận vào. Người chơi có thể chọn nhân vật nào sẽ ở vị trí tiền tuyến hoặc nhân vật nào sẽ ở hậu phương trong trận chiến. Tùy thuộc vào loại tấn công mà vị trí của nhân vật sẽ ảnh hưởng đến sát thương nhận vào và gây ra.
Final Fantasy IV là trò chơi Final Fantasy đầu tiên ra mắt hệ thống Active Time Battle (ATB) của Square, khác với cơ chế đánh theo lượt của các phần trước trong loạt trò chơi. Hệ thống ATB tập trung vào việc người chơi ra lệnh cho các nhân vật thực hiện hành động trong thời gian thực của trận chiến. Hệ thống này đã được sử dụng trong nhiều trò chơi sau này do Square sản xuất.
Mỗi nhân vật đều có những điểm mạnh và điểm yếu nhất định; ví dụ, một pháp sư có chỉ số sát thương phép cao thường có khả năng phòng thủ thấp, trong khi một đấu sĩ thiên về sát thương vật lý thường có chỉ số tốc độ thấp. Giống như các trò chơi Final Fantasy khác, nhân vật có thể học được những kỹ năng mới, tăng thêm chỉ số mỗi khi được thăng cấp. Phép thuật (Magic) được phân thành nhiều loại khác nhau – "Trắng" (White) có tác dụng tốt đến nhân vật như hồi phục điểm sức khỏe, giải hiệu ứng xấu hoặc hỗ trợ; "Đen" (Black) thì ngược lại, có thể gây sát thương, niệm hiệu ứng xấu lên quái vật hoặc đồng đội; còn "Triệu hồi" (Summon) (hoặc "gọi") để triệu hồi quái vật tấn công hoặc thực hiện một chức năng đặc biệt. Loại thứ tư, "Nhẫn thuật" (Ninjutsu), bao gồm phép thuật hỗ trợ và tấn công và chỉ có thể dùng cho một nhân vật. Nhân vật dùng phép thuật, chiếm tám trong số mười hai nhân vật có thể chơi được, học được phép thuật mới ở những cấp độ kinh nghiệm được lập trình sẵn hoặc từ các sự kiện trong cốt truyện cố định. Trò chơi đã cố gắng tạo cân bằng, tăng số lượng vật phẩm và phần thưởng nhận được để người chơi không phải vất vả cày cuốc. Do khả năng xử lý tốt hơn của Super NES, Final Fantasy IV có đồ họa được cải thiện so với các tựa Final Fantasy trước được phát hành trên NES. Trò chơi sử dụng kỹ thuật Super NES Chế độ 7 để cải thiện hình ảnh hiệu ứng phép thuật và giúp cho du hành tàu bay trở nên kịch tính hơn bằng cách thu phóng bản đồ và chỉnh độ nghiêng mặt phẳng để có hình chiếu phối ảnh góc nhìn cao.

## Tổng quan

### Bối cảnh
Cốt truyện của Final Fantasy IV phần lớn diễn ra ở Trái Đất, hay còn được gọi là Hành tinh Xanh (Blue Planet), bao gồm một thế giới trên bề mặt (hay còn gọi là Thế giới nổi), nơi sinh sống của con người và một thế giới dưới lòng đất (hay còn gọi là Thế giới ngầm), nơi sinh sống của Người lùn (Dwarf). Có một mặt trăng nhân tạo quay quanh hành tinh, và đó cũng là nơi những người Lunar (Lunarian) sinh sống. Người Lunar là một chủng tộc đến từ một thế giới đã bị hủy diệt, trở thành vành đai tiểu hành tinh bao quanh Hành tinh Xanh, và có thể được nhận biết bằng một biểu tượng hình mặt trăng khắc trên trán của họ. Họ đã tạo ra mặt trăng nhân tạo, an nghỉ cho đến khi họ tin rằng đồng loại của họ có thể sống chung với loài người. Mặt trăng tự nhiên thứ hai cũng quay quanh Hành tinh Xanh, mặc dù người chơi không bao giờ có cơ hội khám phá nó trong suốt trò chơi.

### Nhân vật
Final Fantasy IV cung cấp mười hai nhân vật có thể chơi được, mỗi nhân vật có một lớp nhân vật duy nhất, không thể thay đổi. Trong suốt trò chơi, người chơi có thể có tổng cộng năm nhân vật hoặc ít hơn trong nhóm tại bất kỳ thời điểm nào. Nhân vật chính, Cecil Harvey, là một kỵ sĩ bóng đêm (dark knight) và là đội trưởng của Red Wings, một đơn vị không quân tinh nhuệ của vương quốc Baron. Anh phụng sự quốc vương cùng với người bạn thời thơ ấu của mình Kain Highwind, chỉ huy của đội kỵ sĩ rồng (dragoon). Rosa Farrell là một phù thủy trắng (white mage) và là một cung thủ (archer), đồng thời là người yêu của Cecil. Tàu bay của đội Red Wings được chế tạo bởi một người bạn của Cecil, kỹ sư Cid Pollendina.
Trong suốt hành trình của mình, Cecil cùng với những người đồng hành khác, bao gồm Rydia, một triệu hồi sư (summoner) trẻ tuổi đến từ làng Sương mù; Tellah, một hiền nhân (sage) danh bất hư truyền; Edward Chris von Muir, hoàng tử của Damcyan, anh là một thi sĩ (bard) và cũng đồng thời là chồng của Anna, cô con gái của Tellah; Yang Fang Leiden, một tu sĩ (monk) của Fabul; Palom và Porom, cặp pháp sư (twin mage) tập sự song sinh đến từ ngôi làng ma thuật Mysidia; Edward "Edge" Geraldine, hoàng tử ninja của vương quốc Eblan; và Fusoya, người giám hộ của tộc người Lunar trong giấc ngủ dài của họ.
Zemus là nhân vật phản diện chính của trò chơi. Hắn mong muốn tiêu diệt loài người để người dân của hắn có thể sinh sống trên Trái Đất. Hắn sử dụng Golbez để thực hiện âm mưu này bằng cách điều khiển anh và Kain bằng sức mạnh tâm linh của mình để kích hoạt Người khổng lồ Babil (Giant of Babil), một cỗ máy to lớn được tạo ra để thực hiện tội ác diệt chủng và xâm lăng thế giới.

### Cốt truyện
Red Wings tấn công thành phố Mysidia để đánh cắp viên Tinh thể Nước của họ và trở về Vương quốc Baron. Khi Cecil, Đội trưởng của Red Wings đặt câu hỏi về động cơ của quốc vương, anh đã bị tước quân hàm và bị cử đi cùng Kain, bạn của anh và là Đội trưởng của đội Kỵ sĩ rồng, thực hiện nhiệm vụ giao một chiếc nhẫn cho Làng Sương mù. Khi đến nơi, Kain và Cecil kinh hoàng nhìn những con quái vật chui ra từ chiếc nhẫn và tàn phá cả ngôi làng. Một cô gái trẻ tên là Rydia, người sống sót duy nhất sau thảm họa đã triệu hồi một con quái vật tên là Titan trong cơn giận dữ. Con quái vật này gây ra một trận động đất, chia cắt Cecil và Kain. Cecil tỉnh dậy và mang Rydia bị thương đến một quán trọ gần đó. Những người lính Baron đến truy tìm Rydia nhưng Cecil đã bảo vệ cô khiến cô quyết định trở thành đồng minh của anh.
Rosa, người yêu của Cecil, trên đường đi tìm anh đã bị mắc một căn bệnh lạ và lên cơn sốt. Cecil và Rydia quyết định lên đường để tìm ra phương thuốc có thể cứu chữa Rosa. Không lâu sau đó, Cecil và Rydia gặp được Tellah, một hiền nhân đang trên đường đến Lâu đài Damcyan để tìm lại cô con gái đang bỏ trốn của mình, Anna. Tuy nhiên, Anna đã bị giết khi Red Wings đánh bom lâu đài. Edward, người yêu của Anna và là hoàng tử của Damcyan, giải thích rằng chỉ huy mới của Red Wings, Golbez đã làm điều này để đánh cắp viên Tinh thể Lửa cho Baron vì họ đã đánh cắp được Tinh thể Nước từ Mysidia. Tellah rời nhóm để trả thù cho Golbez một cách thích đáng vì đã gây ra cái chết của Anna. Sau khi tìm ra cách chữa trị cho Rosa, cả nhóm quyết định đến Fabul để bảo vệ viên Tinh thể Gió. Tại đây họ gặp Sư phụ Yang, một tăng binh phục vụ cho vương quốc và có nhiệm vụ bảo vệ viên Tinh thể. Red Wings tấn công và Kain xuất hiện trở lại với tư cách là một trong những người hầu của Golbez. Anh tấn công và đánh bại Cecil. Khi Rosa can thiệp, Golbez bắt cóc cô, còn Kain thì lấy viên Tinh thể. Trên đường trở về Baron, cả nhóm bị tấn công bởi Leviathan và bị chia cắt.
Cecil thức dậy một mình gần Mysidia. Khi anh vào thị trấn, anh thấy rằng người dân nơi đây vô cùng phẫn nộ với anh vì cuộc tấn công trước đó vào thị trấn của họ. Qua lời kể của Trưởng lão Mysidia, anh biết rằng để đánh bại Golbez, anh phải leo lên Núi Thử thách và trở thành một Thánh kỵ sĩ (Paladin). Trước khi bắt đầu cuộc hành trình của mình, anh đã được sự trợ giúp của hai pháp sư, Palom và Porom. Trên núi, anh gặp lại Tellah, ông đang tìm kiếm cấm chú Thiên thạch để đánh bại Golbez. Gạt bỏ bóng tối bên trong mình, Cecil trở thành Thánh kỵ sĩ, trong khi Tellah khám phá được bí mật của cấm chú Thiên thạch. Khi đến Baron, cả nhóm phát hiện ra Yang bị mất trí nhớ và khôi phục trí nhớ của ông. Sau đó cả nhóm đối mặt với Quốc vương, chỉ để phát hiện ra rằng ngài đã bị thay thế bởi một trong những tay sai của Golbez, Cagnazzo. Sau khi đánh bại hắn, Cid xuất hiện và dẫn họ đến một trong những chiếc tàu bay của ông, Enterprise. Trên đường đi, cả nhóm bước vào một căn phòng bị đặt bẫy bởi Cagnazzo, nơi Palom và Porom phải hy sinh thân mình để cứu Cecil, Tellah, Cid và Yang.
Trên tàu bay, Kain xuất hiện và yêu cầu Cecil lên đường lấy viên Tinh thể cuối cùng nếu anh muốn giải cứu Rosa, cả nhóm lấy được viên Tinh thể nhờ sự trợ giúp của Edward đang trong tình trạng không thể gượng dậy nổi. Kain sau đó dẫn cả nhóm đến Tháp Zot, nơi Rosa bị giam cầm. Tại đỉnh tháp, Golbez lấy viên Tinh thể và định chạy trốn. Tellah sử dụng cấm chú Thiên thạch để ngăn chặn Golbez, hy sinh mạng sống của mình. Tuy nhiên, câu thần chú chỉ làm Golbez yếu đi, chấm dứt sự kiểm soát tâm trí của hắn đối với Kain. Kain giúp Cecil giải cứu Rosa, cô sau đó đã dịch chuyển cả nhóm ra khỏi tòa tháp đang sụp đổ để đến Baron.
Tại Baron, Kain tiết lộ rằng Golbez cũng phải lấy được bốn viên "Tinh thể Bóng đêm" dưới lòng đất để đạt được mục tiêu của hắn là lên được mặt trăng. Cả nhóm du hành đến thế giới ngầm và gặp gỡ những Người lùn, họ hiện đang chiến đấu với Red Wings. Họ đánh bại Golbez nhờ sự xuất hiện bất ngờ của Rydia đã trưởng thành do thời gian ở Feymarch, quê hương của các Eidolon khác biệt hoàn toàn với thời gian ở thế giới nổi và cả thế giới ngầm. Tuy nhiên, cả nhóm cuối cùng không ngăn được Golbez đánh cắp viên Tinh thể của Người lùn. Với sự giúp đỡ của Người lùn, họ tiến vào Tháp Babil để lấy những viên Tinh thể mà Golbez đã cất giữ ở đó, nhưng họ phát hiện ra rằng chúng đã được chuyển đến một phần bề mặt của tháp. Yang sau đó đã hy sinh bản thân để ngăn các khẩu pháo của tháp bắn vào Người lùn (mặc dù sau đó ông được tiết lộ là vẫn sống sót). Sau khi thoát khỏi một cái bẫy do Golbez đặt ra, cả nhóm chạy thoát khỏi thế giới ngầm trên chiếc Enterprise, với việc Cid hy sinh bản thân để nối lại lối đi giữa hai thế giới và ngăn chặn Red Wings tiếp tục truy đuổi (ông cũng được tiết lộ là vẫn sống sót). Cả nhóm tiếp tục cuộc hành trình và giải cứu được Edge, hoàng tử của vương quốc Eblan bị thuộc hạ arcfiend của Golbez tấn công. Họ quyết định trở lại Tháp Babil để lấy lại những viên Tinh thể bị đánh cắp. Tuy nhiên, khi đến căn phòng Tinh thể, cả nhóm rơi vào một cánh cửa bẫy dẫn đến thế giới ngầm. Gặp lại Người lùn một lần nữa và phát hiện ra Cid vẫn còn sống, cả nhóm bắt đầu lên đường đi lấy viên Tinh thể thứ tám trước khi Golbez có thể. Khi lấy được viên Tinh thể, Golbez xuất hiện và tiết lộ rằng hắn vẫn có thể kiểm soát Kain, đồng thời cướp lấy viên Tinh thể cho mình. Sau khi biết về Lunar Whale, một con tàu được thiết kế để đưa các du khách đến và đi từ mặt trăng, nhóm đã tái lập lại bởi Cid. Họ du hành lên bề mặt và lên tàu Lunar Whale.
Trên mặt trăng, cả nhóm gặp nhà hiền triết Fusoya, ông giải thích rằng cha của Cecil là một người Lunar. Fusoya cũng giải thích rằng một người Lunar tên là Zemus có kế hoạch tiêu diệt sự sống trên Hành tinh Xanh để Người Lunar có thể chiếm nó làm nơi sinh sống, hắn lợi dụng Golbez để triệu hồi Người khổng lồ Babil, một con robot to lớn. Cả nhóm quay trở về Trái Đất và tập hợp lực lượng của cả hai thế giới tấn công vào Người khổng lồ, bao gồm cả Palom và Porom đã được hồi sinh. Sau khi cả nhóm phá hủy con robot, Golbez và Kain đối đầu với họ, chỉ để cho Fusoya phá vỡ sự kiểm soát của Zemus đối với Golbez, đồng thời giải phóng Kain. Cecil được biết rằng Golbez chính là anh trai của mình. Golbez và Fusoya quyết định tiến vào lõi của mặt trăng để đánh bại Zemus với nhóm của Cecil đi theo sau. Trong lõi của mặt trăng, cả nhóm chứng kiến Golbez và Fusoya giết chết Zemus, nhưng sau đó hắn đã nhanh chóng tái sinh dưới dạng linh hồn Zeromus, hiện thân của tất cả sự căm thù và thịnh nộ của Zemus. Trong khi đó ở Trái Đất, Trưởng lão của Mysidia ra hiệu cho tất cả đồng minh và bạn bè của Cecil cầu nguyện cho cả nhóm, điều này củng cố cho Cecil và đồng minh sức mạnh để chiến đấu và tiêu diệt Zeromus. Sau trận chiến, Fusoya và Golbez quyết định rời khỏi Trái Đất để đến mặt trăng. Cecil, cuối cùng cũng chấp nhận sự thật, thừa nhận Golbez là anh trai của mình và từ biệt anh.
Trong phần kết, hầu hết các nhân vật đều đoàn tụ để ăn mừng đám cưới của Cecil và Rosa cũng như lễ đăng quang của họ trở thành vị vua và nữ hoàng mới của vương quốc Baron. Kain thì quyết định lui về ở ẩn trên Núi Thử thách, với quyết tâm chuộc lại những lỗi lầm của mình.

## Phát triển
Sau khi hoàn thành Final Fantasy III vào năm 1990, Square đã lên kế hoạch phát triển hai trò chơi Final Fantasy—một cho Nintendo Entertainment System và một cho Super NES sắp tới, được gọi là Final Fantasy IV và Final Fantasy V. Do hạn chế về tài chính và lịch trình, Square đã từ bỏ kế hoạch cho trò chơi NES và tiếp tục phát triển phiên bản SNES, được đổi tên thành Final Fantasy IV. Một ảnh chụp màn hình mô phỏng của tiêu đề bị hủy đã được sản xuất cho một tạp chí Nhật Bản, nhưng có rất ít thông tin khác về nó. Người sáng tạo và đạo diễn sê-ri Sakaguchi Hironobu đã tuyên bố rằng phiên bản NES đã hoàn thành khoảng 80% và một số ý tưởng nhất định đã được sử dụng lại cho phiên bản SNES.
Final Fantasy IV là dự án đầu tiên của nhà thiết kế chính Tokita Takashi tại Square với tư cách là một nhân viên chính thức. Trước đó, Tokita muốn theo đuổi sự nghiệp diễn viên sân khấu, nhưng công việc thiết kế trò chơi đã khiến ông quyết định trở thành "người sáng tạo vĩ đại" của ngành công nghiệp trò chơi điện tử. Ban đầu, Tanaka Hiromichi, nhà thiết kế chính của Final Fantasy III, cũng tham gia vào quá trình phát triển trò chơi. Tuy nhiên, Tanaka muốn tạo ra một hệ thống chiến đấu liền mạch, không có màn hình chiến đấu riêng biệt và không chạy theo menu, và vì Final Fantasy IV không đi theo hướng đó, nên thay vào đó ông đã thay đổi nhóm phát triển để làm việc trên trò chơi nhập vai hành động Secret of Mana. Theo Tanaka, ban đầu ông muốn Final Fantasy IV có một "thế giới nổi năng động, dựa trên nhiều yếu tố hành động hơn" nhưng nó "không còn là" Final Fantasy IV nữa, thay vào đó trở thành một dự án riêng biệt và cuối cùng trở thành Seiken Densetsu 2 (Secret of Mana), được đặt tên mã là "Chrono Trigger" trong quá trình phát triển. Đội ngũ phát triển của Final Fantasy IV có tổng cộng 14 người và trò chơi được hoàn thành trong khoảng một năm.
Những ý tưởng ban đầu được đóng góp bởi Sakaguchi, bao gồm toàn bộ câu chuyện và tên của lực lượng không quân hoàng gia của Baron, "Red Wings". Hệ thống Active Time Battle (ATB) được Ito Hiroyuki lên ý tưởng và thiết kế lấy cảm hứng từ cuộc đua xe Công thức Một khi ông chứng kiến các tay đua vượt qua nhau ở các tốc độ khác nhau. Điều này cho ông ý tưởng về các giá trị tốc độ khác nhau của từng nhân vật. Hệ thống này được phát triển bởi Aoki Kazuhiko, Ito và Matsui Akihiko. Là nhà thiết kế chính của trò chơi, Tokita đã viết kịch bản và góp phần vào nghệ thuật pixel. Ông nói rằng có rất nhiều áp lực và dự án sẽ không thể hoàn thành nếu ông không làm việc với nó một cách tận tâm. Theo Tokita, Final Fantasy IV được thiết kế với những phần hay nhất của ba phần trước đó: hệ thống nghề nghiệp cho nhân vật của Final Fantasy III, trọng tâm trong câu chuyện của Final Fantasy II và bốn quái trùm nguyên tố đóng vai trò là "biểu tượng cho trò chơi" như trong trò chơi Final Fantasy đầu tiên. Những ảnh hưởng khác có thể kể đến bao gồm Dragon Quest II. Những chủ đề của Final Fantasy IV là "từ bóng tối bước ra ánh sáng" của nhân vật Cecil, đồng thời nhấn mạnh các khía cạnh gia đình và tình bạn giữa một dàn nhân vật đa dạng và đông đảo, và một quan niệm rằng "sức mạnh vũ lực không phải là sức mạnh." Tokita cảm thấy rằng Final Fantasy IV là trò chơi đầu tiên trong loạt trò chơi thực sự tập trung vào yếu tố tâm lý tình cảm, và là trò chơi nhập vai Nhật Bản đầu tiên có "các nhân vật và cốt truyện sâu sắc đến vậy."
Kịch bản của trò chơi đã phải giảm xuống còn một phần tư so với độ dài ban đầu do giới hạn dung lượng hộp ROM, nhưng Tokita đảm bảo chỉ cắt "đoạn hội thoại không cần thiết", thay vì các yếu tố câu chuyện thực tế. Khả năng đồ họa của Super Famicom cho phép nhà thiết kế nhân vật chuyên nghiệp trong loạt trò chơi Amano Yoshitaka tạo ra các thiết kế nhân vật phức tạp hơn so với các phần trước, với tính cách của các nhân vật đã được thể hiện rõ qua hình ảnh. Tokita cảm thấy việc giảm độ dài kịch bản đã cải thiện được nhịp điệu của trò chơi. Tuy nhiên, ông thừa nhận rằng một số phần của câu chuyện là "không rõ ràng" hoặc không được "có cái nhìn sâu sắc" cho đến các bản cập nhật và làm lại sau này. Một trong những ý tưởng không được đưa vào, do hạn chế về thời gian và không gian, là một dungeon ở gần cuối trò chơi, nơi mỗi nhân vật sẽ phải tự mình di chuyển—dungeon này sẽ chỉ có trong phiên bản Game Boy Advance của trò chơi, đó là Tàn tích Lunar.

### Âm nhạc
Nhạc nền của Final Fantasy IV được viết bởi nhà soạn nhạc làm việc lâu dài cho trò chơi Uematsu Nobuo. Uematsu đã lưu ý rằng quá trình sáng tác rất vất vả, đòi hỏi phải thử nghiệm và sai sót và yêu cầu bộ phận âm thanh phải dành nhiều đêm ngủ trong túi tại trụ sở của Square. Các ghi chép của ông được ký một cách hài hước là được viết vào lúc 1:30 sáng "trong văn phòng, một cách tự nhiên." Nhạc nền đã được đón nhận; các nhà phê bình đã khen ngợi chất lượng của bản nhạc mặc dù phương tiện còn hạn chế. Bản nhạc "Theme of Love" thậm chí còn được đưa vào chương trình giảng dạy âm nhạc cho các học sinh Nhật Bản. Uematsu tiếp tục thực hiện một số tác phẩm trong sê-ri hòa nhạc Final Fantasy của mình.
Ba album nhạc của Final Fantasy IV đã được phát hành tại Nhật Bản. Album đầu tiên, Final Fantasy IV: Original Sound Version, được phát hành vào ngày 14 tháng 6 năm 1991 gồm có 44 bản nhạc từ trò chơi. Album thứ hai, Final Fantasy IV: Celtic Moon, được phát hành vào ngày 24 tháng 10 năm 1991, có sự chọn lọc các bài hát từ trò chơi, được sáng tác và chuyển soạn bởi nhạc sĩ người Celt, Máire Breatnach. Cuối cùng, Final Fantasy IV Piano Collections, một chuyển soạn các bản độc tấu piano được thực hiện bởi Mori Toshiyuki phát hành vào ngày 21 tháng 4 năm 1992. Từ đó mở ra xu hướng phát hành Piano Collections cho mỗi trò chơi Final Fantasy kế tiếp. Một số bản nhạc đã xuất hiện trong các album tổng hợp Final Fantasy do Square sản xuất, bao gồm The Black Mages và Final Fantasy: Pray. Sản xuất độc lập nhưng âm nhạc được cấp phép chính thức của Final Fantasy IV đã được phối khí bởi các nhóm nhạc như Project Majestic Mix, tập trung vào việc chuyển soạn nhạc cho trò chơi điện tử. Nhiều tuyển tập cũng xuất hiện trên các album remix tiếng Nhật, được gọi là nhạc dōjin và trên các trang web remix tiếng Anh như OverClocked ReMix.

### Bản địa hóa Bắc Mỹ
Vì hai phần trước của loạt trò chơi Final Fantasy chưa được bản địa hóa và phát hành ở Bắc Mỹ vào thời điểm đó, nên Final Fantasy IV được phát hành dưới tên gọi Final Fantasy II để duy trì tính liên tục của việc đặt tên. Điều này vẫn là quy tắc cho đến khi Final Fantasy VII được phát hành ở Bắc Mỹ (sau khi Final Fantasy VI được phát hành dưới tựa là Final Fantasy III) và các bản phát hành sau đó của Final Fantasy II và III gốc trên nhiều nền tảng khác nhau. Final Fantasy II kể từ đó mang tên Final Fantasy IV.
Bản tiếng Anh của Final Fantasy IV vẫn giữ nguyên cốt truyện, đồ họa và âm thanh của bản gốc, nhưng các nhà phát triển đã giảm đáng kể độ khó cho những game thủ mới bắt đầu. Họ đã phát hành phiên bản Mỹ tại Nhật Bản với tên gọi "Final Fantasy IV Easy". Square lo lắng rằng người hâm mộ phương Tây sẽ gặp khó khăn trong việc điều chỉnh độ phức tạp của trò chơi do chưa chơi hai phần trước, vì vậy trò chơi nhìn chung đã giảm độ khó một cách đáng kể. Các thay đổi khác bao gồm việc xóa các dính dáng công khai liên quan đến tôn giáo của đạo Do Thái-Kitô và một số hình ảnh có thể bị phản đối. Ví dụ, phép thuật "Holy" được đổi tên thành "White", và tất cả các trích dẫn đến lời cầu nguyện đều bị loại bỏ; Tháp Cầu nguyện ở Mysidia được đổi tên thành Tháp Ước nguyện. Các ám chỉ trực tiếp đến cái chết cũng bị bỏ qua, mặc dù một số nhân vật rõ ràng đã chết trong suốt diễn biến của trò chơi. Bản dịch đã được thay đổi theo các chính sách kiểm duyệt của Nintendo ở Hoa Kỳ (vào thời điểm trước khi ESRB hình thành và hệ thống xếp hạng của nó).

## Tái phát hành
Ngoài phiên bản gốc, Final Fantasy IV đã được làm lại thành nhiều phiên bản khác nhau. Đầu tiên trong số này là Final Fantasy IV Easy Type, một phiên bản sửa đổi của trò chơi được phát hành cho Super Famicom ở Nhật Bản. Trong phiên bản này, sức mạnh tấn công của vũ khí đã được nâng cao, trong khi khả năng bảo vệ của một số phụ kiện và áo giáp đã được tăng cường. Bản phát hành của Mỹ một phần dựa trên Easy Type.
Một bản port của PlayStation ra mắt tại Nhật Bản vào ngày 21 tháng 3 năm 1997. Được chuyển thể bởi Tose và được xuất bản bởi Square, nó được thiết kế và đạo diễn bởi Aoki Kazuhiko, giám sát bởi Fukaya Fumiaki, và sản xuất bởi Imai Akihiro. Phiên bản này giống hệt với trò chơi gốc, mặc dù có những chỉnh sửa nhỏ trong Easy Type được giới thiệu. Những thay đổi đáng chú ý nhất trong bản phát hành PlayStation là bao gồm chuỗi mở đầu và kết thúc video chuyển động đầy đủ, khả năng di chuyển nhanh chóng trong dungeon và thị trấn bằng cách giữ nút Hủy và tùy chọn thực hiện lưu "bộ nhớ" ở bất cứ đâu trên bản đồ thế giới. Vào ngày 11 tháng 3 năm 1999, phiên bản này được phát hành lần thứ hai tại Nhật Bản như một phần của gói Final Fantasy Collection, cũng bao gồm các phiên bản PlayStation của Final Fantasy V và Final Fantasy VI. Năm mươi nghìn bản phiên bản giới hạn của bộ sưu tập trò chơi cũng được phát hành và bao gồm một nhạc chuông đồng hồ báo thức của Final Fantasy.
Bản PlayStation sau đó đã được phát hành cùng với Chrono Trigger ở Bắc Mỹ như một phần của Final Fantasy Chronicles vào năm 2001 và với Final Fantasy V ở châu Âu và Úc như một phần của Final Fantasy Anthology vào năm 2002. Bản bản địa hóa tiếng Anh có bản dịch mới, mặc dù một số dòng được dịch từ bản bản địa hóa trước đó của Moriyama Kaoru, chẳng hạn như "You spoony bard!", vẫn được giữ lại, vì chúng là câu thoại được người hâm mộ yêu thích. Phiên bản làm lại cho WonderSwan Color, với một số thay đổi so với phiên bản PlayStation, được phát hành tại Nhật Bản vào ngày 28 tháng 3 năm 2002. Sprite của nhân vật và bối cảnh nền được nâng cao về mặt đồ họa bởi vì các chi tiết được tô sáng và tạo bóng.
Final Fantasy IV đã được Tose làm bản port một lần nữa cho Game Boy Advance và được xuất bản với tên gọi Final Fantasy IV Advance (フ ァ イ ナ ル フ ァ ン タ ジ ー IV ア ド バ ン ス, Fainaru Fantajī Fō Adobansu). Nó được phát hành tại Bắc Mỹ bởi Nintendo của Hoa Kỳ vào ngày 12 tháng 12 năm 2005; tại Nhật Bản bởi Square Enix vào ngày 15 tháng 12 năm 2005; tại Úc vào ngày 23 tháng 2 năm 2006; và ở Châu Âu vào ngày 2 tháng 6 năm 2006. Tại Nhật Bản, một phiên bản đặc biệt có hiệu lực tích hợp một phiên bản giới hạn Game Boy Micro với một tấm mặt nền có các tác phẩm nghệ thuật của Cecil và Kain. Đồ họa được nâng cao từ bản port WonderSwan Color đã được cải thiện hơn nữa và những thay đổi nhỏ đã được thực hiện đối với âm nhạc. Nhóm bản địa hóa đã sửa lại bản dịch tiếng Anh, cải thiện dòng chảy của câu chuyện và khôi phục các chi tiết cốt truyện không có trong bản gốc. Các kỹ năng bị loại bỏ khỏi bản phát hành gốc Bắc Mỹ đã được thêm lại, trong khi các phép thuật được đổi tên để tuân theo quy ước đặt tên của phiên bản tiếng Nhật, ví dụ như đổi "Bolt2" thành "Thundara". Một hang động mới ở Núi Thử thách đã được thêm vào với các trang bị áo giáp cứng cáp và vũ khí mạnh hơn cho năm nhân vật bổ sung, cũng như Tàn tích Lunar, một dungeon chỉ có thể được phép lui tới vào cuối trò chơi.
Trò chơi được làm lại với đồ họa 3D cho Nintendo DS như một phần của kỷ niệm 20 năm dòng trò chơi Final Fantasy, và được phát hành dưới dạng Final Fantasy IV tại Nhật Bản vào ngày 20 tháng 12 năm 2007, ở Bắc Mỹ vào ngày 22 tháng 7 năm 2008 và ở Châu Âu vào ngày 5 tháng 9 năm 2008. Bản làm lại bổ sung một số tính năng không có trong bản gốc, chẳng hạn như lồng tiếng, trò chơi nhỏ và một số thay đổi đối với lối chơi cơ bản. Trò chơi được phát triển bởi Matrix Software, cùng nhóm chịu trách nhiệm cho bản Final Fantasy III làm lại và được giám sát bởi các thành viên của nhóm phát triển ban đầu: Tokita Takashi là giám đốc sản xuất và đạo diễn, Asano Tomoya là nhà sản xuất và Ito Hiroyuki là thiết kế trận chiến. Họa sĩ diễn hoạt Kanada Yoshinori đã lên kịch bản cho các đoạn phim cắt cảnh mới.
Phiên bản gốc của trò chơi được phát hành cho Virtual Console Wii ở Nhật Bản vào ngày 4 tháng 8 năm 2009 và tại các khu vực PAL vào ngày 11 tháng 6 năm 2010. Một bản port nâng cao dành cho điện thoại tương thích với i-mode đã được phát hành tại Nhật Bản vào ngày 5 tháng 10 năm 2009. Nó vẫn giữ các tính năng được giới thiệu trong các bản port Wonderswan Color và Game Boy Advance, trong khi kết hợp đồ họa nhân vật nâng cao tương đương với những gì được tìm thấy trong Final Fantasy IV: The After Years, cũng như một "dungeon" đặc biệt có thể vào được sau khi hoàn thành trò chơi.
Cùng với Final Fantasy IV: The After Years, trò chơi đã được phát hành cho PlayStation Portable như một phần của Final Fantasy IV: The Complete Collection. Phiên bản này sử dụng đồ họa 2D được cập nhật, trái ngược với đồ họa 3D được thấy trong bản làm lại DS. Bộ sưu tập cũng bao gồm một trò chơi mới có tên là Final Fantasy IV: Interlude, lấy mốc thời gian nằm giữa trò chơi gốc và The After Years. Masashi Hamauzu đã chuyển soạn nhạc chủ đề chính cho trò chơi. Nó được phát hành ở Nhật Bản vào ngày 24 tháng 3 năm 2011, ở Bắc Mỹ vào ngày 19 tháng 4 năm 2011, ở Châu Âu vào ngày 21 tháng 4 năm 2011, và ở Úc vào ngày 28 tháng 4 năm 2011. Vào ngày 18 tháng 12 năm 2012, bản port PlayStation được tái phát hành như một phần của gói Final Fantasy 25th Anniversary Ultimate Box Japanese.
Vào tháng 12 năm 2012, phiên bản Nintendo DS của Final Fantasy IV được phát hành cho nền tảng di động iOS và Android (tháng 6 năm 2013), đưa vào một tùy chọn mức độ dễ hơn. Vào ngày 17 tháng 9 năm 2014, không hề có quảng cáo từ trước, Final Fantasy IV cũng được phát hành cho Microsoft Windows.

## Đón nhận
Trò chơi đã được đánh giá cao khi phát hành. Hội đồng gồm bốn người đánh giá của Famitsu đã xếp hạng cho nó là 9, 9, 10 và 8, cộng lại là ra tổng điểm là 36 trên 40, một trong những điểm cao nhất mà nó trao cho bất kỳ trò chơi nào vào năm 1991, chỉ đứng sau The Legend of Zelda: A Link to the Past. Trong số ra tháng 11 năm 1991, Nintendo Power tuyên bố họ đã tạo ra một "tiêu chuẩn xuất sắc mới" cho các trò chơi nhập vai. Họ ca ngợi các trận chiến là "thú vị hơn so với các trò chơi nhập vai trước đó" vì người chơi "phải đưa ra quyết định nhanh chóng" và "kẻ thù không đợi bạn đưa ra quyết định" và kết luận rằng "cốt truyện, đồ họa, lối chơi và âm thanh sẽ khiến người hâm mộ say mê." Bảng xếp hạng của Electronic Gaming Monthly gồm bốn người đánh giá đã xếp hạng cho nó lần lượt là là 8, 9, 7 và 8, trên 10, cộng lại là ra tổng số điểm lên đến 32 trên 40. Trong số ra tháng 12 năm 1991, Ed Semrad, người đã cho nó 9 điểm, phát biểu rằng "Square vừa định nghĩa lại trò chơi nhập vai tối thiểu nó phải như thế nào", lưu ý đến "tính hiệu quả của Chế độ 7 gây ấn tượng mạnh, đồ họa đặc sắc và hệ thống nhiệm vụ có một không hai trong trò chơi điện tử, "kết luận rằng nó" tận dụng tất cả những gì Super NES đã cung cấp "và là "sản phẩm tốt nhất tính đến thời điểm hiện tại!" Ken Williams (với tư cách là Sushi-X), người đã cho nó 8 điểm, nhận định rằng đây là "một trò chơi nhập vai quá tuyệt vời", "tình tiết chuyện thực sự mạch lạc và cốt truyện tiến triển một cách hợp lý với sự kết hợp của các chuỗi hội thoại và trận chiến." Mặt khác, Martin Alessi, người vốn không thích các trò chơi nhập vai, đã cho nó 7 điểm. Họ đã trao cho trò chơi giải thưởng Best RPG Video Game năm 1991, tuyên bố rằng "Chế độ 7 ở trò chơi này rất tuyệt và Square đã thực hiện xuất sắc công việc sử dụng nó để phóng to và xa hút tầm mắt khỏi hành tinh" và "hệ thống nhiệm vụ rất lớn và cũng là một trong những hệ thống nhiệm vụ khó nhất từng được tạo ra trong một trò chơi điện tử."
GamePro đã đánh giá nó ở mức hoàn hảo với 5,0 trên 5 ở cả năm hạng mục (đồ họa, âm thanh, điều khiển, yếu tố thú vị và tính thử thách) trong số ra tháng 3 năm 1992. Nhà phê bình trò chơi Monty Haul nhận xét rằng nó "thực sự định nghĩa lại các tiêu chuẩn cho các trò chơi phiêu lưu kỳ ảo", chỉ ra rằng "các nhân vật không gian  một chiều, chiến đấu kiểu chặt chém vô nghĩa và lối chơi tuyến tính sẽ đi vào dĩ vãng nếu các trò chơi nhập vai khác học được một hoặc hai bài học từ trò chơi này," kết luận rằng nó "là một bước tiến nhỏ đối với Square Soft và là một bước nhảy vọt khổng lồ đối với các trò chơi nhập vai SNES." Trong số ra tháng 11 năm 1993 của Dragon, Sandy Petersen đã đánh giá nó là "Xuất sắc". Ông chỉ trích hệ thống chiến đấu "đơn điệu" và đồ họa là "không tốt" so với Zelda, nhưng khen ngợi cách mỗi "phép thuật có một hiệu ứng hình ảnh khác nhau" và có độ khó "vừa phải" khi mà các quái trùm "gần như có thể đánh bại bạn nhiều lần" không giống như các trò chơi nhập vai khác như Ultima, nơi mà "đi phiêu lưu" thôi cũng đủ để "hạ gục" các kẻ thù "một cách dễ dàng". Ông ca ngợi âm nhạc của trò chơi "tuyệt vời", thích âm nhạc của nó hơn là âm nhạc của Zelda, nhận định rằng nó "khiếm khuyết ở mảng đồ họa, nên tập trung vào mảng đó hơn là bù đắp khiếm khuyết ở mảng âm thanh." Ông đặc biệt khen ngợi câu chuyện, nhận thấy rằng, có một sự khác biệt so với các trò chơi nhập vai khác, nơi mà cả nhóm luôn "gắn kết với nhau dù có chuyện gì xảy ra", các nhân vật trong trò chơi này lại có động cơ riêng để tham gia và rời khỏi nhóm, với một động cơ "thậm chí còn phản bội" họ. Ông nhận xét rằng nó giống như "đi theo tình tiết chuyện của một cuốn tiểu thuyết kỳ ảo", so sánh nó với Chúa tể của những chiếc nhẫn và Người đàn ông mang mặt nạ sắt, kết luận rằng, bởi vì "các nhân vật thường có tiếng nói riêng của họ," ông "cảm nhận được nhiều sự gắn bó" với nhóm "hơn bất kỳ trò chơi máy tính nào khác."
Nhìn lại, các nhà phê bình lớn đã gọi Final Fantasy IV là một trong những trò chơi điện tử hay nhất mọi thời đại, lưu ý rằng nó đã tiên phong cho nhiều tính năng của trò chơi nhập vai trên máy chơi game console hiện tại, bao gồm cả khái niệm tình tiết chuyện kịch tính trong một trò chơi nhập vai. Trong một hồi tưởng năm 1997, GamePro đã ghi nhận nó là "trò chơi đầu tiên nơi mà hệ thống chiến đấu theo lượt cho phép bạn thay đổi vũ khí, sử dụng phép thuật và sử dụng các vật phẩm trong suốt trận chiến, và nó có một số nhân vật phản diện thú vị nhất từ trước đến nay". Các nhà phê bình đã khen ngợi trò chơi về đồ họa, lối chơi và nhạc nền, và đã chú thích rằng Final Fantasy IV là một trong những trò chơi nhập vai đầu tiên có cốt truyện phức tạp, nhiều yếu tố đan xen vào nhau. Tuy nhiên, một số đánh giá hồi tưởng đã chỉ trích bản dịch sang tiếng Anh gốc của trò chơi.
Nó đã được đưa vào nhiều danh sách các trò chơi hay nhất mọi thời đại, Nintendo Power đã đưa nó vào danh sách "100 trò chơi Nintendo hay nhất", xếp thứ 9 trong số ra 100 năm 1997, và thứ 28 trong số ra 200 năm 2005. IGN đã đưa nó vào danh sách 100 game hay nhất mọi thời đại, xếp thứ 9 vào năm 2003, là trò chơi nhập vai có thứ hạng cao nhất, và ở vị trí thứ 26 vào năm 2005, là tựa Final Fantasy được đánh giá cao nhất trong danh sách. Năm 2007, nó được xếp ở vị trí thứ 55, xếp sau Final Fantasy VI và Final Fantasy Tactics. Famitsu đã phát hành một cuộc thăm dò độc giả vào năm 2006, xếp nó thứ sáu trong số những trò chơi hay nhất từng được tạo ra. Nó cũng được liệt kê trong số các trò chơi hay nhất mọi thời đại bởi Electronic Gaming Monthly vào năm 2001 và 2006, bởi Game Informer vào năm 2001 và 2009, bởi GameSpot năm 2005 và bởi GameFAQs vào năm 2005, 2009 và 2014.
Final Fantasy Collection đã bán được hơn 400.000 bản vào năm 1999, trở thành bản phát hành bán chạy thứ 31 trong năm đó tại Nhật Bản. Weekly Famitsu cho nó 54 trên 60 điểm, được chấm bởi một hội đồng gồm sáu người đánh giá. Phiên bản Game Boy Advance, Final Fantasy IV Advance, đã nhận được nhiều lời khen ngợi từ các nhà phê bình, mặc dù một số người nhận thấy rằng rằng đồ họa của trò chơi không tương xứng với các trò chơi hiện tại, đặc biệt là khi so sánh với Final Fantasy VI. Các nhà phê bình cũng nhận thấy rằng một số người hâm mộ vẫn có thể phát hiện ra một số lỗi nhất định trong bản dịch mới. Phiên bản Nintendo DS của trò chơi được khen ngợi về mặt hình ảnh, có sự thay đổi trong lối chơi và có các đoạn cắt cảnh mới. Game đã được đề cử cho hạng mục Trò chơi nhập vai hay nhất trên Nintendo DS trong giải thưởng trò chơi điện tử năm 2008 của IGN.